# Nanguang He
Nanguang He (kinesiska: 南广河) är ett vattendrag i Kina. Det ligger i provinsen Sichuan, i den sydvästra delen av landet, omkring 220 kilometer söder om provinshuvudstaden Chengdu.
Genomsnittlig årsnederbörd är 1 384 millimeter. Den regnigaste månaden är juli, med i genomsnitt 249 mm nederbörd, och den torraste är december, med 22 mm nederbörd.